# Erythroxylum sarawakanum
Erythroxylum sarawakanum är en tvåhjärtbladig växtart som beskrevs av R.C.K. Chung. Erythroxylum sarawakanum ingår i släktet Erythroxylum och familjen Erythroxylaceae. Inga underarter finns listade i Catalogue of Life.